# Mode 1500–1550

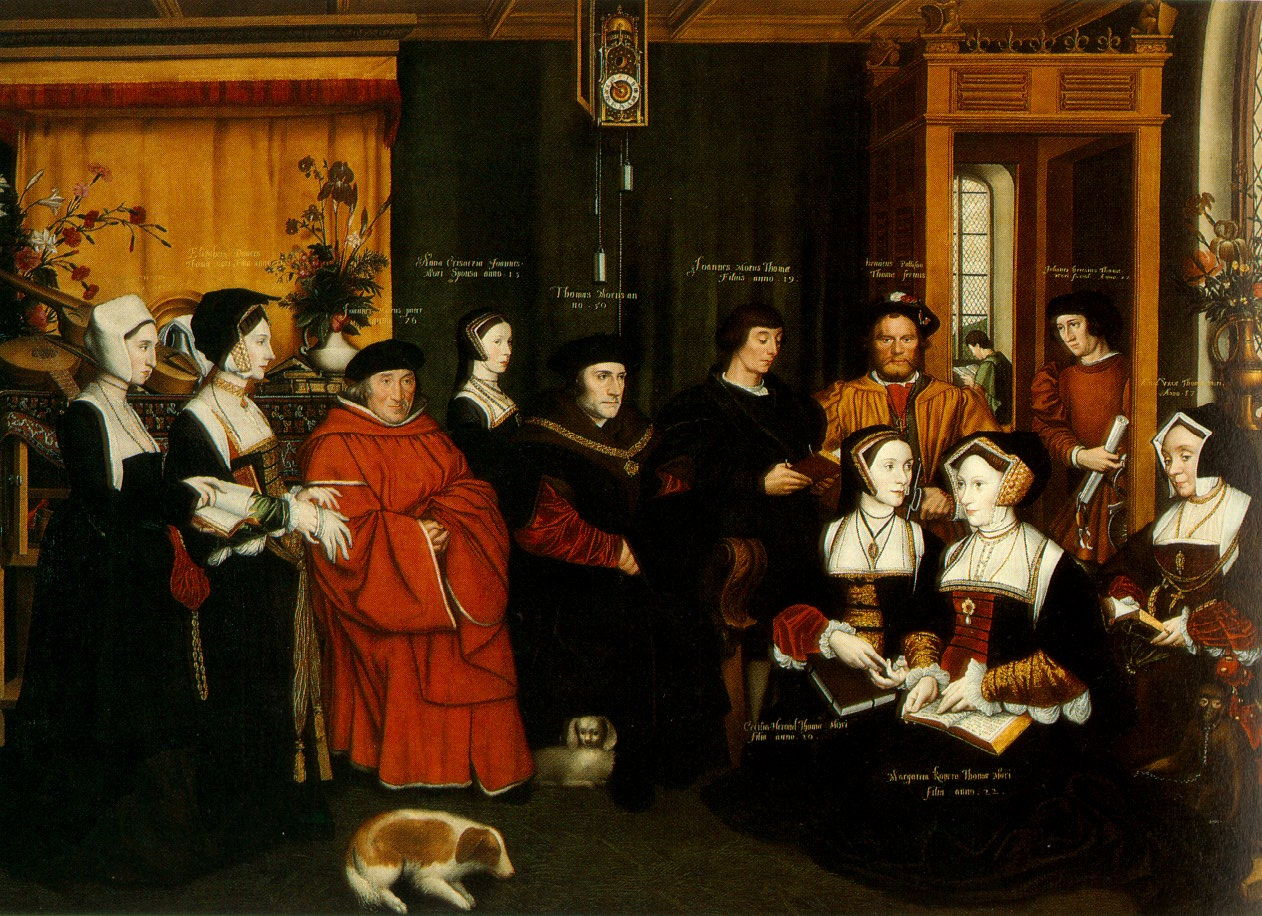
More famB 1280x-g0

Mode 1500–1550 syftar på modet i Europa under perioden mellan 1500 och 1550. Under denna tidsperiod var mode ett västerländskt fenomen, eftersom klädedräkten i andra delar av världen under denna tidsperiod bestod av en etnisk och kulturell klädedräkt, som inte genomgick förändringar efter modets växlingar på det sätt som skedde i Europa. 

## Allmänt
1500-talet var en period när man tydligare kunde observera olika nationella moderiktningar. Under första hälften av 1500-talet delades modet in i tyskt mode, spanskt mode, italienskt mode och franskt mode. Under andra hälften av 1500-talet blev däremot det spanska modet modernt i hela Europa, om än med vissa modifikationer: i England bars till exempel den franska versionen av det spanska modet. 1500-talets mode delas därför modehistoriskt in i den tyska-italienska perioden 1500–1550, och i den spanska perioden 1550–1600. I de nordiska länderna, Danmark-Norge och Sverige (med Finland), följde man det tyska modet 1500–1550. 
Modet 1500–1550 var färgstarkt, och rött, gult, purpur, grönt och rosa var populära färger. Det tyska modet karaktäriserades av slitsarna som lät underklädernas linnetyg pösa ut ur ärmar, tröjor och knäbyxor, och baretter med plymer. 

## Dammode

### Klädedräkt
Kvinnors baskläder bestod fortsatt av tre lager: en linnesärk, en underklänning (kjortel eller gamurran), och en överklänning. Dessa såg dock olika ut eftersom modet under denna period blev präglat av nationella skillnader. Denna tid innebar en brytningstid eftersom det var mot slutet av denna tid som (överklänningens) liv och kjol separerades och började tas på separat, eftersom modet dikterade ett allt mer åtsittande liv och allt vidare kjolar, som med den tidens skräddarkonst var svårt att åstadkomma i ett sammanhängande plagg. 
Det tyska modet behöll den gotiska 1400-talsklänningens höga midja, med skärp under bysten. Det tyska modet karaktäriserades framför allt av sina slitsar, då de övre plaggen slitsades för att låta vitt linne och färgat foder tränga ut ur hålen. Mansdräktens ärmar, väst och doublet kunde alla slitsas upp; ett berömt exempel är också att byxorna slitsades (pluderhosor). I kvinnors fall är det främst ärmarna som är slitsade.
En populär huvudbonad var Wulsthaube, en stoppad rulle under en mössa, men även kvinnor kunde bära de baretter eller vidbrättade hattar som män bar. Ogifta kvinnor visade gärna håret lockat och utsläppt under en liten hatt, medan gifta kvinnor bar det under en mössa.
Kvinnor kunde även bära de vida ärmlösa kappor eller mantlar som män bar. 
Det italienska modet låg nära det tyska. De italienska klänningarna hade initialt hög midja som de tyska, men fick snart en lägre midja, och en bred fyrkantig urringning, likt de franska och engelska. Italienska klänningar hade dock en sluten kjol och öppnade sig inte över en underkjol. De hade ofta slitsar i de vida puffärmarna, som de tyska klänningarna. I Italien visade både gifta och ogifta kvinnor håret. 
Den franska och engelska överklänningen hade cirka 1530 ett långt, figurnära liv format som en kon, med en fyrkantig ringning som kunde täckas över med en bröstlapp (partlett). Livet blev alltmer figurnära och åtsittande, och till slut syddes det med stöd i för att forma midjan. 
De löstagbara ärmarna var trumpetformade och sattes fast ovanpå underklänningens ärmar, som också blev vidare och fick manschetter: den praktfulla underärmen var ofta i själva verket löstagbar.    
Överklänningens kjol öppnade sig över underklänningens kjol, som ofta hade en praktfull triangulär isättning (forepart) av ett dyrbart broderat tyg. 
Under kjolen bar man en trumpetformad vertugall för att bättre visa upp isättningen.

### Hår och huvudbonad
Man bar en hätta med slöja, men håret tilläts synas på framsidan. Slöjan sattes fast på hättans baksida. I England bars en så kallad gable hood eller gavelhätta, och i Frankrike en bindmössa, som satt på bakhuvudet och visade mer av håret. 
I Tyskland bar kvinnor en hatt ovanpå en mössa. I Italien visade även gifta kvinnor gärna håret och täckte inte över det. 

### Bildgalleri

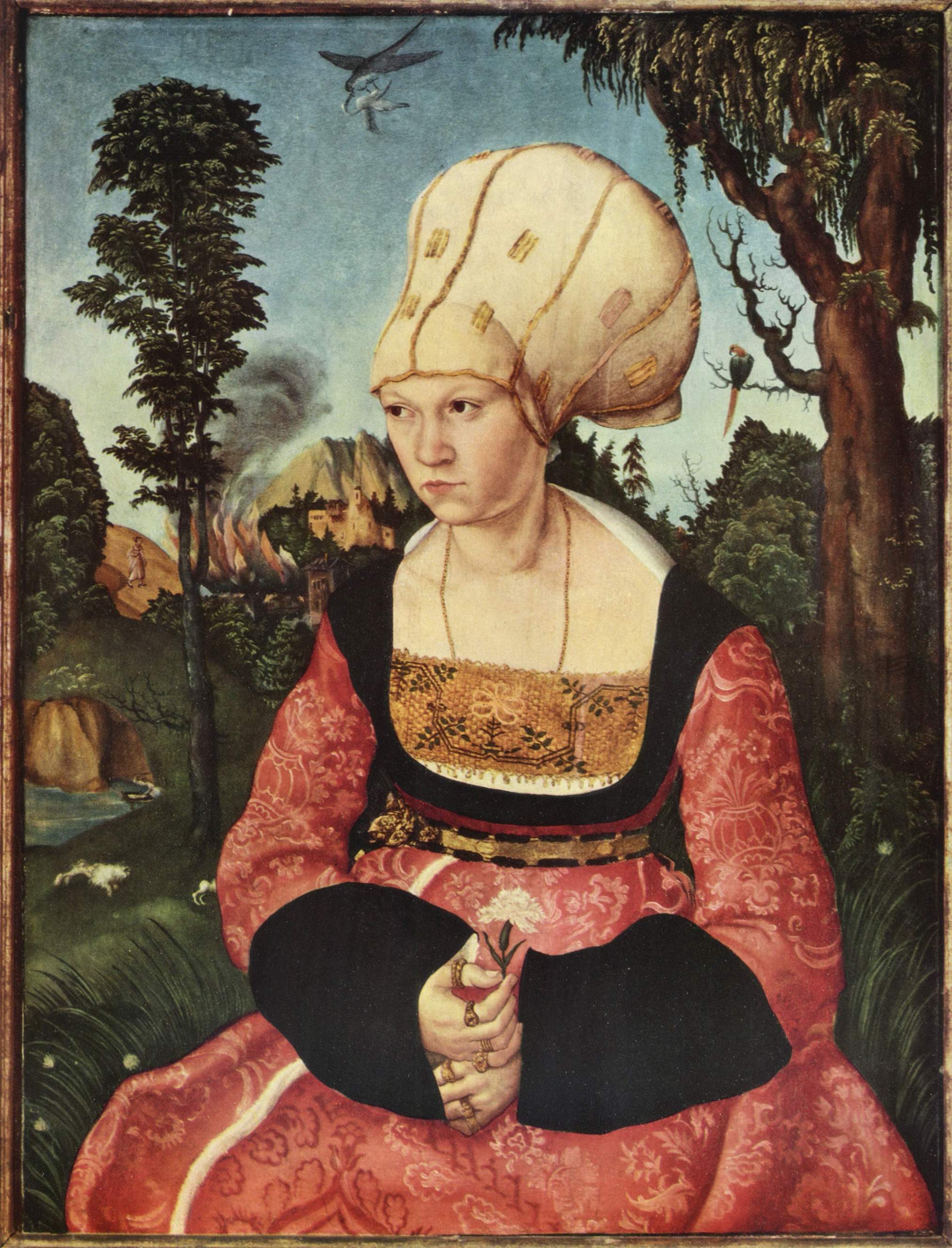
Tysk klänning: 1400-talsmodell med högt skärp och urringning öppen över underklänningens tyg. Huvudbonad: den typiska Wultshaube med en rulle under mössan.
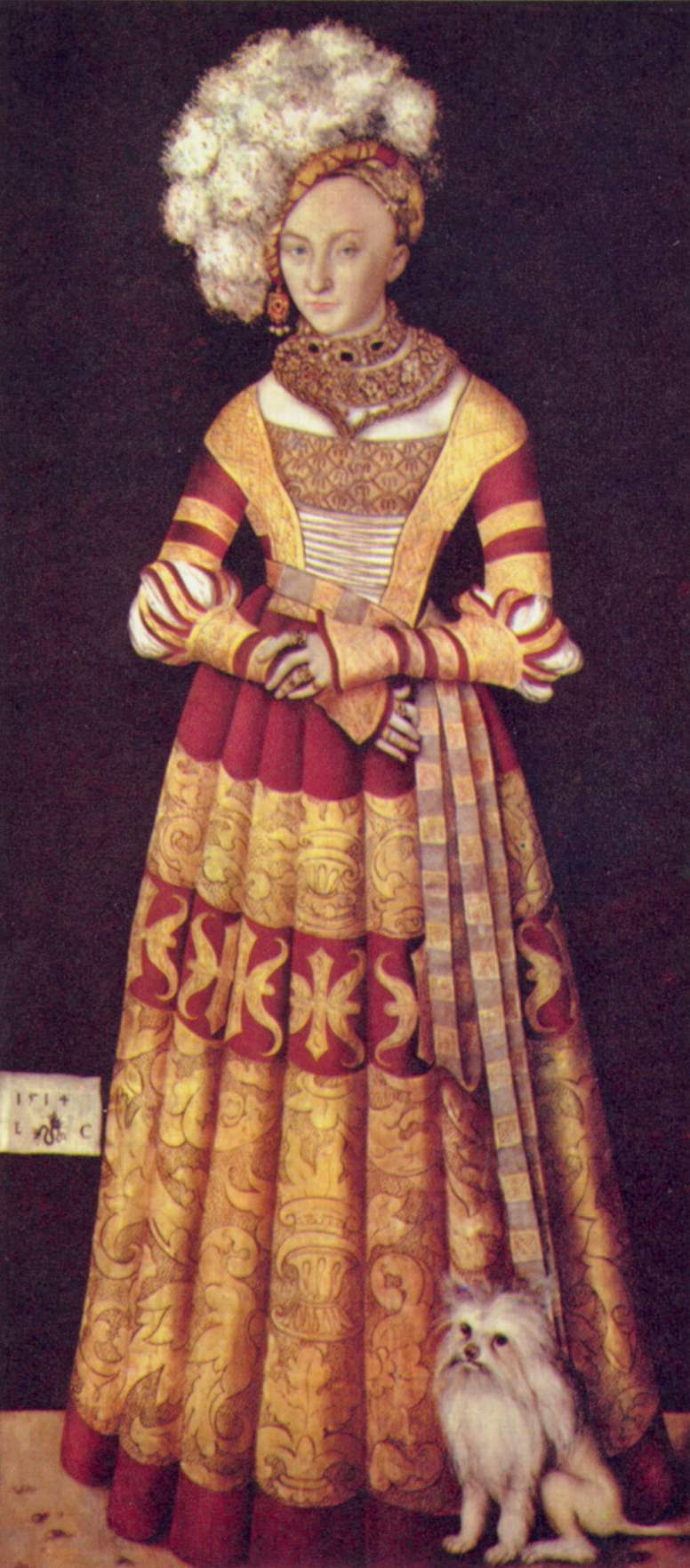
Det tyska slitsade modet. Klänning i nära 1400-talsmodellen, och huvudbonad med plymer.
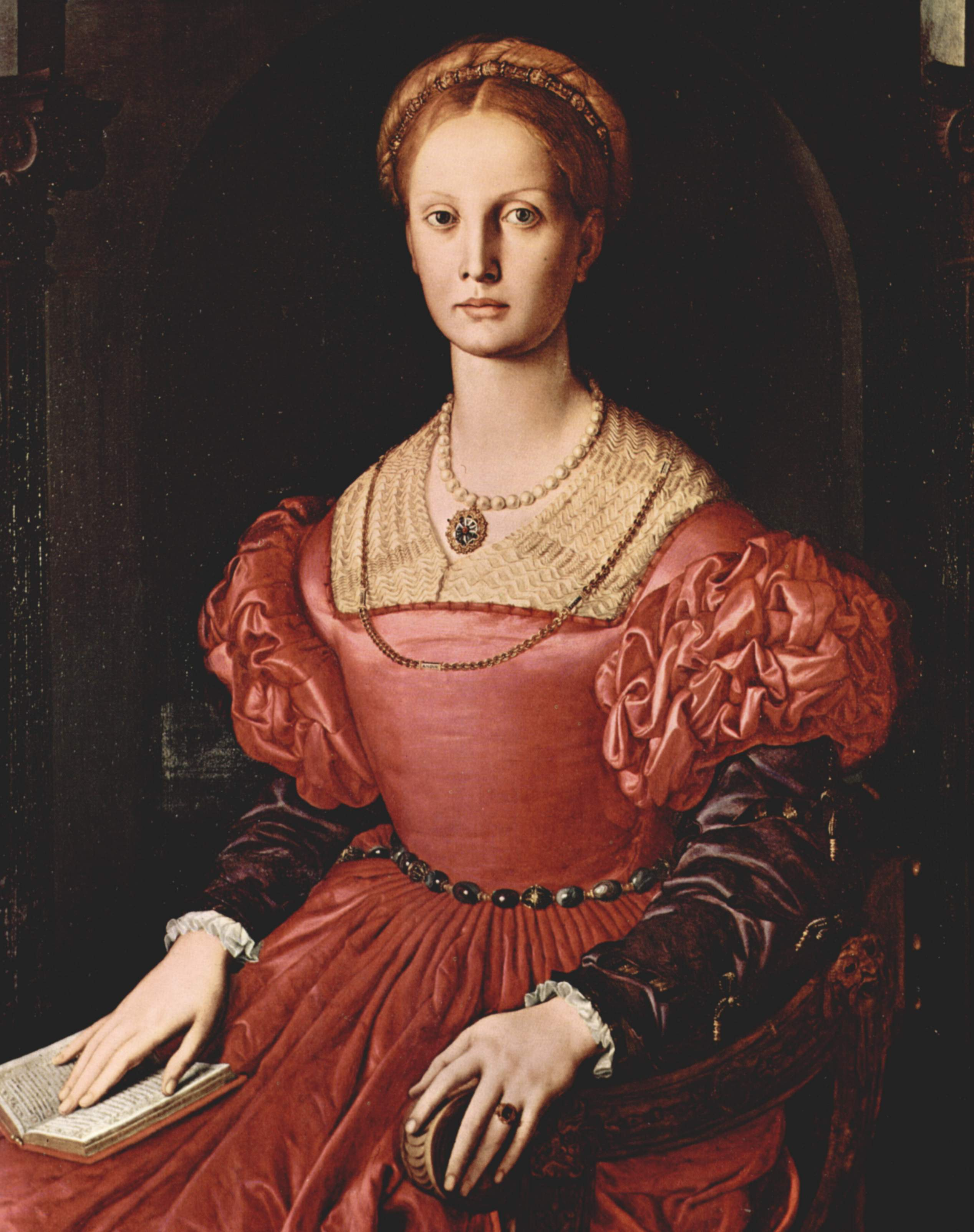
Den slutna italienska klänningen med sin höga midja (rosa) över en lila underklänning.
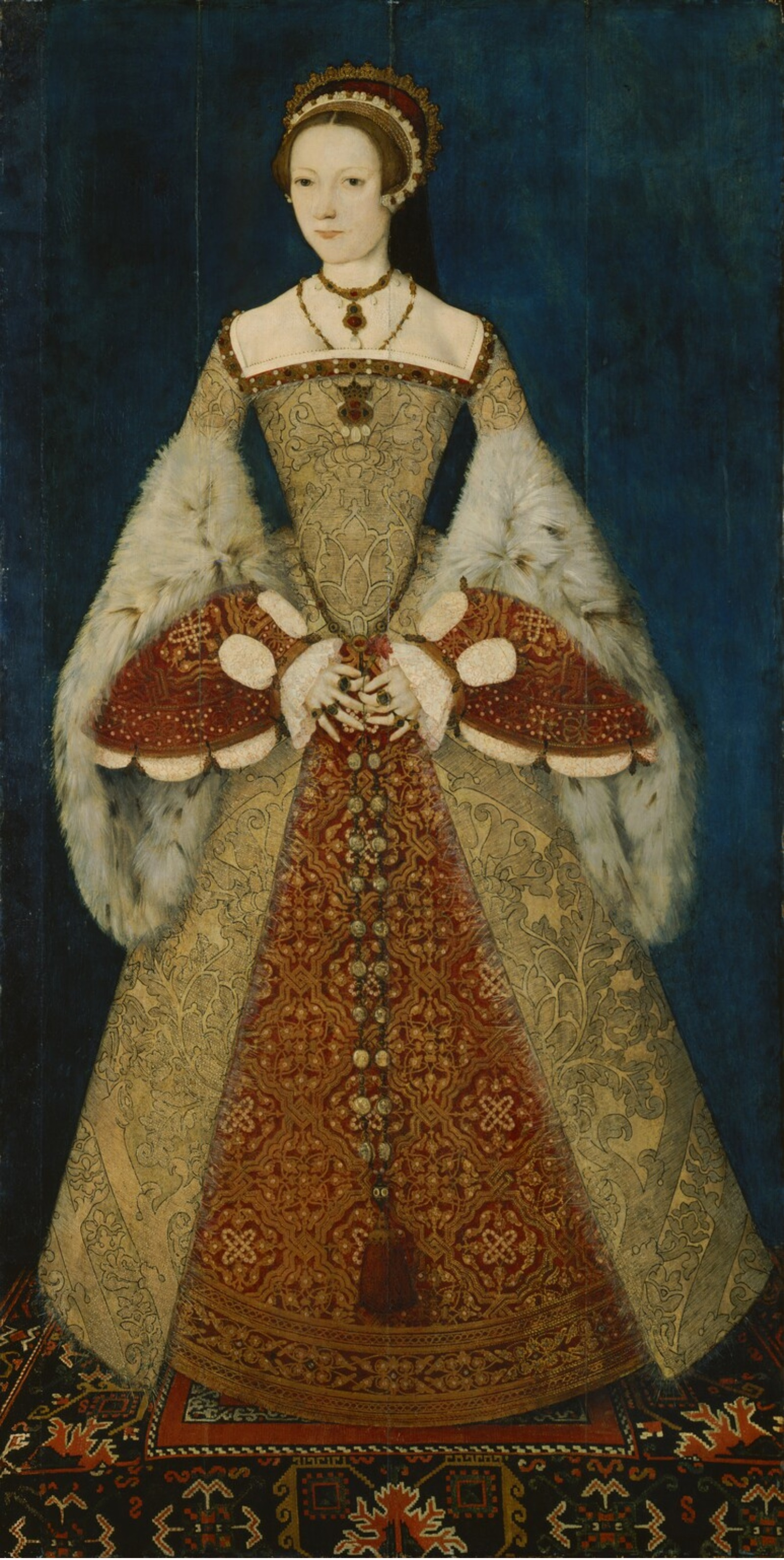
Engelsk klänning. Långt snävt liv med styvnad; trattformade ärmar; fyrkantig urringning, trattformad kjol öppen över en underkjol med triangulär isättning. Fransk hätta med slöja.

## Herrmode

### Klädedräkt
Mannens baskläder på överkroppen bestod av skjorta, en jacka eller tröja (doublet), under en väst (jerkin).  Slutligen bars en vid rock eller mantel, ofta öppen. 
På underkroppen bars brokar (kalsonger), som nu inte längre hade några ben alls utan enbart satt om bak och könsdelar. Hosorna hade nu delat sig i överhosor och underhosor: överhosorna bars över låren och bar hopsydda över baken, medan könet täcktes av en blygdkapsel, och hade alltså utvecklats till byxor. Underhosorna räckte endast upp till knäna, hölls upp av strumpeband, och kom att utvecklas till strumpor. 
För männen gällde bland annat breda ärmar – upp till 50 centimeter i genomskärning – och zimarran, som var en överrock med växlande längd och pälskantade öppningar för armarna. Det var under denna tid det var modernt med de karakteristiska, uppslitsade ärmar senare tider ofta associerar med perioden; den övre ärmen var uppslitsad, och skjortans tyg tilläts pösa ut genom hålen. Puffärmar och puffbyxor var moderna för män. 
Det var modern att blandad tyger och material och dekorera dräkten med till exempel ränder och foder i kontrasterande färg och material. Det tyska modet karaktäriserades framför allt av sina slitsar, då de övre plaggen slitsades för att låta vitt linne och färgat foder tränga ut ur hålen. Mansdräktens ärmar, väst och doublet kunde alla slitsas upp; ett berömt exempel är också att byxorna slitsades (pluderhosor). Populära huvudbonader var baretten, men även en vidbrättade hatt med plymer var modern för män i särskilt det tyska modet.  
Mansdräkten hade mindre nationell variation än kvinnodräkten, som skilde sig mer beroende på nation. 

### Hår och huvudbonad
Män var oftast slätrakade, och deras hår ofta buret i pagelängd. 

### Bildgalleri

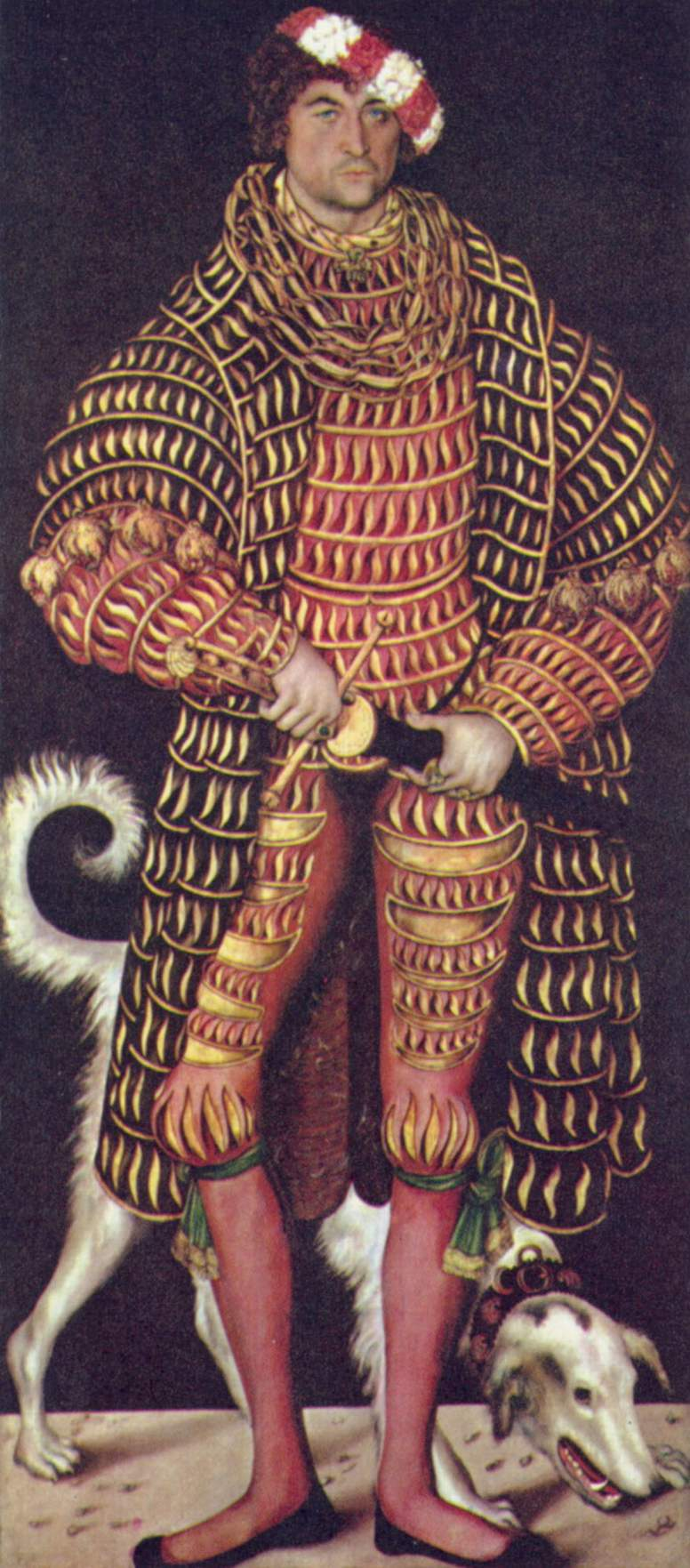
Tyskt mode med de typiska slitsarna i de röda hosorna, den röda doublet-tröjan och den mörka kappan. På huvudet den typiska baretten.
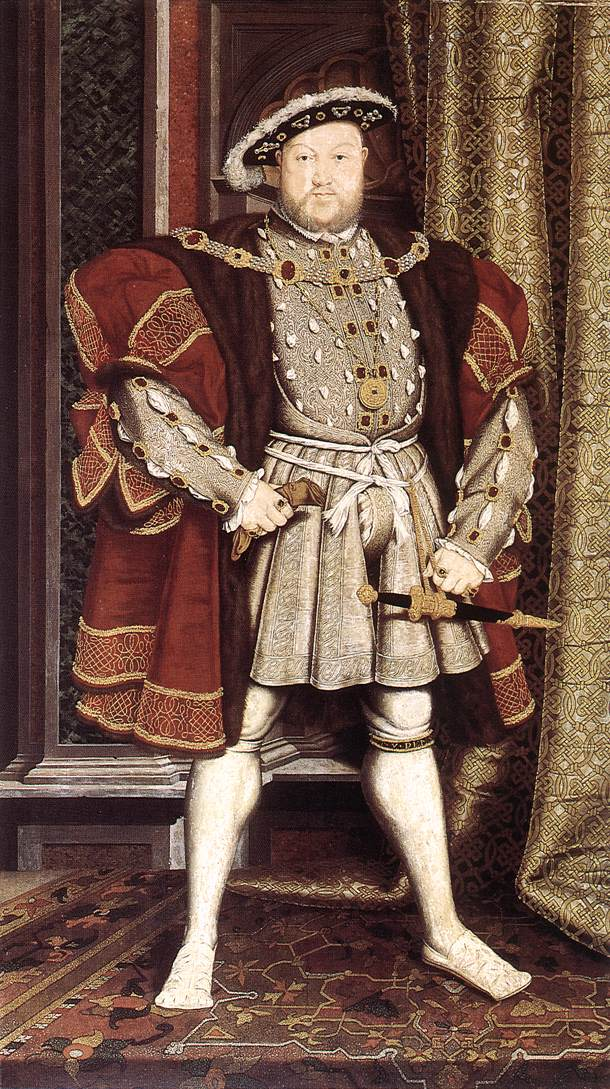
Vid röd rock över en grå jerkin-väst med skört, ovanpå en slitsad grå doublet. Blygdkapseln syns mellan jerkin-västens veck. Knästrumpor med strumpeband ovanpå de snäva brokarna. Barett på huvudet.
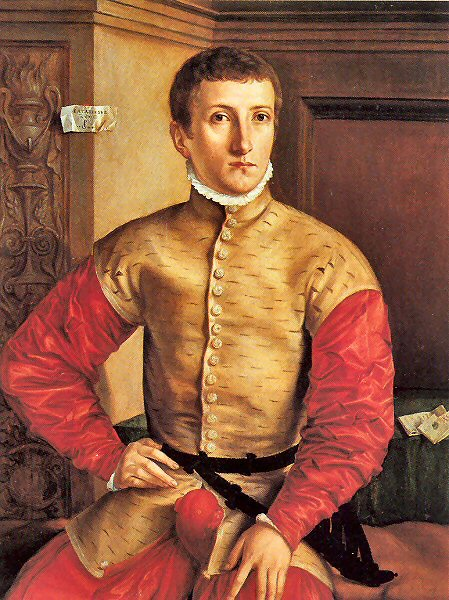
En jerkin i brunt läder ovanpå en röd tröja (doublet). Vida röda knälång puffbyxor och en röd blygkapsel.